# Битва Константина и Максенция
Битва Константи́на и Максе́нция (итал. Battaglia di Costantino contro Massenzio) — фреска работы Джулио Романо и других художников мастерской Рафаэля, написанная в 1520—1524 годах. Предположительно, фреска создана по проекту самого Рафаэля, умершего весной 1520 года. 
Расположена в Апостольском дворце Ватикана в Зале Константина, входящем в анфиладу комнат Рафаэля. На других стенах зала расположены фрески «Видение креста», «Крещение Константина» и «Дар Рима», составляющие единый цикл, посвящённый утверждению христианства при римском императоре Константине I Великом (272—337, правил в 306—337 годах).  
Фреска изображает битву у Мульвийского моста — сражение августа Константина и узурпировавшего власть в 306 году императора Максенция, произошедшее близ Мульвиева моста на окраине Рима 28 октября 312 года. Битва была ключевым эпизодом в борьбе Константина за власть — в результате победы он стал единоличным правителем западной части Римской империи. 
Эту дату также принято считать началом истории христианской Европы. Согласно легенде, изложенной Евсевием Кесарийским, перед сражением Константину было знамение в виде креста в небе и солнечном сиянии с надписью «лат. In hoc signo vinces» («Сим знаком победишь»; в тексте Евсевия эти слова приведены по-гречески: «(ἐν) τούτῳ νίκα»). Сначала Константин не понял значения хризмы, но на следующую ночь ему приснился сон, в котором сам Христос объяснил ему, что он должен использовать крестное знамение против своих врагов. Воины Константина нанесли знак «Хи-Ро» на свои щиты и лабарумы и одержали победу, которую сам Константин приписал христианскому богу, — что в результате привело к легализации христианства и его превращению в государственную религию Римской империи.